# Таль Михайло Нехемійович
Михайло Нехемійович Таль (латис. Mihails Tāls, рос. Михаил Нехемьевич Таль, *9 листопада 1936, Рига — †28 червня 1992, Москва) — радянський та латвійський шахіст. Восьмий чемпіон світу з шахів (1960—1961). 6-разовий чемпіон СРСР. Шаховий журналіст, головний редактор латвійського журналу «Шахс» у 1960—1970 роках.

## Кар'єра
Народився 9 листопада 1936 в Ризі у єврейській сім'ї. Із самого дитинства показував математичні здібності, мав чудову пам'ять. Після першого класу пішов відразу в третій. Навчившись грати в шахи у 10 років, вже у 13-річному віці включений до юнацької збірної Латвійської РСР. У 17-річному віці став чемпіоном республіки. Його багатолітнім тренером був Олександр Кобленц.
Отримав титул майстра у 1954 році. У 1957 р. 21-річний Таль стає чемпіоном СРСР. Перемігши у чемпіонаті СРСР 1958 року, шахіст отримує можливість змагатися у міжзональному турнірі за право стати претендентом на шахову корону. Того ж року він виграє міжзональний турнір і відзначається прекрасним результатом на шаховій олімпіаді 1958 у Мюнхені, підтвердивши високий клас гри.

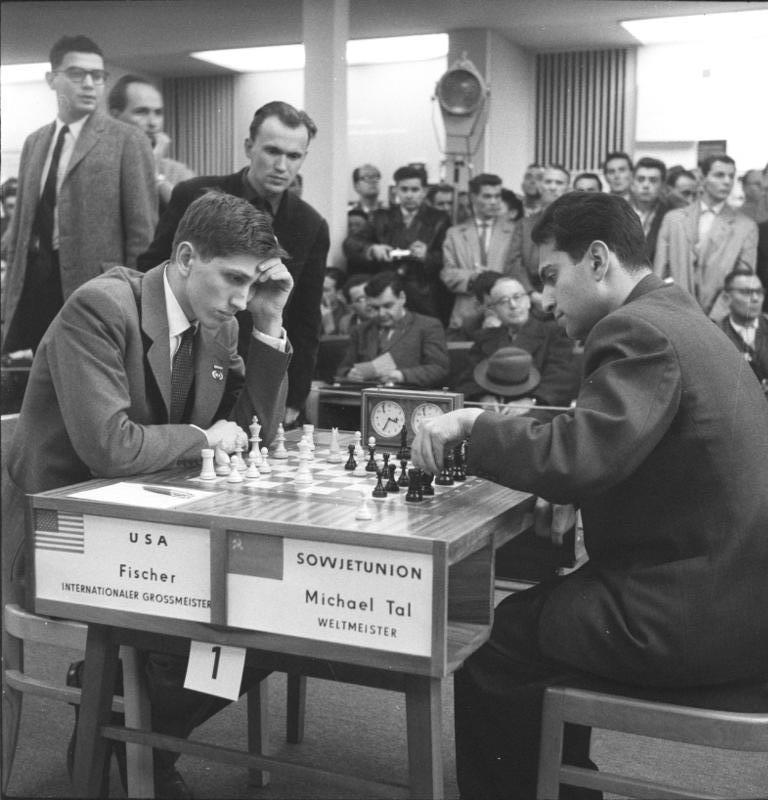
Гра Фішер-Таль. Шахова олімпіада 1960 у Лейпцигу

Спеціалісти відзначали агресивність, атакувальний стиль гри і вміння точно та швидко знаходити найкраще продовження у партії.
1959 року Таль перемагає у турнірі претендентів (набравши 20 очок з 28) і отримує можливість зіграти матч за звання чемпіона світу проти Михайла Ботвинника. Матч тривав з 15 березня до 5 травня 1960 року і закінчився перемогою латиського гросмейстера з рахунком 12½:8½ (+6 -2 =13). Завдяки цій перемозі Михайло Таль увійшов до історії шахів, як наймолодший «шаховий король» — коли він виборов титул, йому було тільки 23 роки. Лише у 1985 р. його рекорд побив 22-річний Гаррі Каспаров. Того ж 1960 року Таль на першій шахівниці очолив збірну СРСР на олімпіаді в Лейпцигу, де показав результат 11 із 15 очок.
У той час чемпіон, який зазнав поразки, мав право на матч-реванш, яким і скористався Ботвинник — навесні 1961 року він повернув звання чемпіона.
Під час міжзонального турніру на о. Кюрасао у 1962 році Таль після 21-го туру змушений був залишити змагання через хворобу. У циклі 1964—1966 у чвертьфіналі матчів претендентів він переміг угорця Лайоша Портіша (5,5:2,5), у півфіналі — Бента Ларсена (Данія, 5,5:4,5), але у фіналі поступився радянському шахістові Борисові Спаському — 4:7.
У 1968 році він у чвертьфіналі матчів претендентів здолав югослава Светозара Глігорича (5,5:3,5), а в півфіналі програв Віктору Корчному (5,5:4,5). Наступні відбіркові цикли складалися для гросмейстера не настільки вдало і знову потрапити до матчів претендентів Таль зумів лише у 1980 році, коли у 1/4 фіналу програв Левові Полугаєвському. У 1987 році на турнірі претендентів, який проходив за круговою системою, поділив 4-5 місця з голландцем Яном Тімманом. Додатковий матч між ними закінчився з рахунком 3:3 і путівку отримав Тімман за додатковими показниками.
Періодом найбільшого розквіту таланту Таля вважають кін. 1950-х — поч. 1960-х рр., коли він завоював титул чемпіона світу. Рейтинг Ело тоді ще не обчислювали, але врахувавши його партії проти найсильніших шахістів світу, фахівці дійшли висновку, що його тодішній рейтинг становив близько 2700. Після того, як у 1970 р. розрахунок ЕЛО став загальноприйнятою практикою ФІДЕ, Таль перевершив своє досягнення 20-річної давності — після перемог на «Турнірі зірок» у Монреалі (+6=12-0, поділив перше місце з Анатолієм Карповим) і на міжзональному турнірі у Ризі (+11=6-0 і перевага аж 2½ очка над другим) у 1979 році його рейтинг досягнув рекордних 2710.
Михайло Таль ставав одноосібним переможцем чемпіонату СРСР у 1957, 1958 і 1972 роках, ділив 1-2 місця у 1967, 1974 і 1978 рр. У складі збірної Радянського Союзу 8 разів ставав переможцем шахових олімпіад. Був учасником матчів «СРСР — збірна світу» у 1970 і 1984 роках. Виграв перший неофіційний чемпіонат світу з бліц-шахів (1988).
Шахіст був всебічно обдарованою людиною, його феєрична особистість завжди була в центрі уваги. Таль був надзвичайно дотепним, його виступи і коментарі цінувалися не менш, ніж його красиві партії. Залюбки брав участь у всіляких експериментах, пов'язаних із шахами. Із його ім'ям пов'язано чимало міфів і легенд (наприклад про те, що він гіпнотизував суперників, примушував їх помилятися). Слабке здоров'я завадило гросмейстеру показати усе, на що він був здатен. Переніс низку хірургічних втручань. До того ж вів нездоровий спосіб життя — попри хворі нирки зловживав алкоголем і щодня викурював по кілька пачок цигарок. Помер 28 червня 1992 в Москві у 55-літньому віці. Похований на єврейському кладовищі Шмерля у Ризі.

### Особисте життя
Був одружений тричі. Син Георгій 1960 р.н. з 1989 року живе в Ізраїлі (м. Беер-Шева), працює стоматологом. Дочка Жанна, молодша від брата на 14 років, проживає у Німеччині.

## Вшанування

### Меморіал Таля
Перший турнір відбувся 2006 року — на честь 70-ліття від дня народження гросмейстера. Відтоді він став щорічним і проходить у Москві.
Переможці:
- 2006 —  Петер Леко
- 2007 —  Володимир Крамник
- 2008 —  Василь Іванчук

### У назвах
На честь Таля названо Музей шахової слави у м. Еліста.

### Публікації М. Таля у ЗМІ
- Кузнецы чужого счастья. Газ. Неделя, 13—19 декабря 1976 г., с. 17.
- Не глядя на доску, не видя партнера. Газ. Неделя, 28 ноября — 4 декабря 1977 г., с. 21.